# Halowe Mistrzostwa Czech w Lekkoatletyce 2004
Halowe Mistrzostwa Czech w Lekkoatletyce w 2004 – halowe zawody lekkoatletyczne organizowane przez Český atletický svaz, które odbyły się 21 i 22 lutego w Pradze. Po raz ostatni (do 2013, kiedy je przywrócono) rozegrano biegi sztafetowe 4 × 200 metrów, które od następnych mistrzostw do 2012 zastąpiono sztafetą 4 × 400 metrów.

## Rezultaty
| PB - rekord życiowy \| SB - najlepszy wynik w sezonie \| NR – halowy rekord kraju |

### Mężczyźni
| Konkurencja:              | 1. miejsce                                                     | Rezultat | 2. miejsce                                                             | Rezultat | 3. miejsce                                                           | Rezultat |
| Bieg na 60 m              | Martin Břeň                                                    | 6,71     | Lukáš Milo                                                             | 6,78     | Jan Kritzbach                                                        | 6,85     |
| Bieg na 200 m             | Jiří Vojtík                                                    | 21,22    | Jaroslav Čech                                                          | 21,55    | Rudolf Götz                                                          | 21,64    |
| Bieg na 400 m             | Karel Bláha                                                    | 47,05    | Jan Hanzl                                                              | 48,17    | Václav Bláha                                                         | 48,40    |
| Bieg na 800 m             | Jiří Doupovec                                                  | 1:49,89  | Jan Pernica                                                            | 1:49,92  | Stanislav Tábor                                                      | 1:50,81  |
| Bieg na 1500 m            | Tomáš Harom                                                    | 3:51,30  | Petr Hubáček                                                           | 3:51,80  | Vladimír Pospíšil                                                    | 3:52,30  |
| Bieg na 3000 m            | Michal Šneberger                                               | 8:12,59  | Lubomír Pokorný                                                        | 8:18,60  | Michael Nejedlý                                                      | 8:19,04  |
| Bieg na 60 m przez płotki | Jan Čech                                                       | 7,81     | Roman Šebrle                                                           | 7,84     | Tomáš Dvořák                                                         | 7,94     |
| Sztafeta 4 × 200 m        | Dukla Praha Roman Šebrle Karel Bláha Jaroslav Růža Tomáš Knebl | 1:27,04  | Slavia Praha Petr Šarapatka Petr Habásko Michal Uhlík Jindřich Šimánek | 1:28,20  | Spartak Praha 4 Ondřej Benda Vojtěch Šulc Michal Šída Rostislav Šulc | 1:29,30  |
| Skok wzwyż                | Tomáš Janků                                                    | 2,26     | Svatoslav Ton                                                          | 2,23     | Jan Janků                                                            | 2,20     |
| Skok o tyczce             | Adam Ptáček                                                    | 5,40     | Aleš Hončl                                                             | 5,30     | Pavel Havlíček                                                       | 5,20     |
| Skok w dal                | Petr Lampart                                                   | 7,67     | Štěpán Wagner                                                          | 7,52     | Tomáš Pour                                                           | 7,51     |
| Trójskok                  | Jan Marcis                                                     | 14,98    | Václav Ciminga                                                         | 14,92    | Libor Kantor                                                         | 14,80    |
| Pchnięcie kulą            | Antonín Žalský                                                 | 18,27    | Michal Oertelt                                                         | 17,18    | Jan Tylče                                                            | 16,71    |
| Siedmiobój                | Pavel Havlíček                                                 | 5614     | Aleš Hončl                                                             | 5413     | Vít Zákoucký                                                         | 5312     |

### Kobiety
| Konkurencja:              | 1. miejsce                                                               | Rezultat | 2. miejsce                                                               | Rezultat | 3. miejsce                                                                                           | Rezultat |
| Bieg na 60 m              | Hana Benešová                                                            | 7,39     | Lenka Ficková                                                            | 7,51     | Štěpánka Klapáčová                                                                                   | 7,54     |
| Bieg na 200 m             | Hana Benešová                                                            | 23,61    | Kristina Bažatová                                                        | 24,40    | Lenka Ostravská                                                                                      | 24,72    |
| Bieg na 400 m             | Jitka Bartoničková                                                       | 55,26    | Zuzana Bergrová                                                          | 55,30    | Michaela Rinková                                                                                     | 55,74    |
| Bieg na 800 m             | Andrea Šuldesová                                                         | 2:03,39  | Petra Lochmanová                                                         | 2:05,43  | Eva Šebrlová                                                                                         | 2:08,54  |
| Bieg na 1500 m            | Marcela Lustigová                                                        | 4:36,62  | Simona Vrzalová                                                          | 4:37,53  | Lucie Křížová                                                                                        | 4:39,44  |
| Bieg na 3000 m            | Lucie Müllerová                                                          | 9:37,66  | Kateřina Šobáňová                                                        | 9:54,21  | Hana Haroková                                                                                        | 10:15,67 |
| Bieg na 60 m przez płotki | Lucie Martincová                                                         | 8,07     | Lenka Ostravská                                                          | 8,43     | Petra Seidlová                                                                                       | 8,47     |
| Sztafeta 4 × 200 m        | USK Praha Lenka Ostravská Martina Morawska Zuzana Bergrová Hana Benešová | 1:40,51  | Spartak Praha 4 Aneta Pecnová Jana Nováková Lenka Šolcová Jana Polívková | 1:41,99  | Slovácká Slávia Uherské Hradiště Iveta Mazáčová Kristýna Kokojanová Lenka Brázdilová Lenka Švábíková | 1:46,49  |
| Skok wzwyż                | Barbora Laláková                                                         | 1,89     | Iva Straková                                                             | 1,86     | Romana Dubnova Zuzana Hlavoňová                                                                      | 1,83     |
| Skok o tyczce             | Kateřina Baďurová                                                        | 4,30     | Jiřina Ptáčníková                                                        | 4,10     | Michaela Boulová                                                                                     | 3,80     |
| Skok w dal                | Denisa Ščerbová                                                          | 6,61     | Martina Darmovzalová                                                     | 6,29     | Lucie Komrsková                                                                                      | 6,21     |
| Trójskok                  | Šárka Kašpárková                                                         | 14,04    | Martina Darmovzalová                                                     | 13,59    | Gabriela Vaculová                                                                                    | 12,79    |
| Pchnięcie kulą            | Klára Chytrá                                                             | 14,36    | Jitka Svatošová                                                          | 14,11    | Lenka Ledvinová                                                                                      | 13,77    |
| Pięciobój                 | Petra Šindelářová                                                        | 3890     | Renata Horáková                                                          | 3798     | Natálie Fričová                                                                                      | 3556     |